# Права ЛГБТ у Молдові
Лесбійки, гомосексуали, бісексуали, трансгендери представники іншої сексуальної орієнтації (ЛГБТ+), що відмінна від гетеросексуальності, у Молдові стикаються з юридичними і соціальними проблемами і дискримінацією. Одностатеві сім'ї не мають тих прав і пільг, що різностатеві сім'ї. Одностатеві шлюби у країні не визнаються, тож вони практично не мають юридичного захисту. Тим не менш Молдова забороняє дискримінацію за статтю на робочому місці, а одностатеві сексуальні стосунки легалізовані з 1995 року.
Після розпаду СРСР, Молдова все більше почала потрапляти під вплив православної церкви. Неодноразово почали порушуватися права людини, свобода об'єднань і свобода слова. Перший гей-парад у Молдові відбувся у 2002 році. Відтоді паради стикалися з жорсткою опозицією зі сторони влади та релігійних діячів і часто скасовувалися або заборонялися з міркувань безпеки. Успішний парад відбувся у травні 2018 року в Кишиніві, після того як працівники поліції захистили учасників від агресивних радикальних православних угрупувань.

## Законність одностатевих сексуальних стосунків
З 1995 року у Молдові легалізовані гомосексуальні стосунки між повнолітніми особами за обопільною згодою. У вересні 2002 були прийняті нові закони, які дозволили одностатеві стосунки з 16 років як і геям, так і лесбійкам.

## Визнання одностатевих стосунків
Молдова не визнає одностатеві шлюби та цивільні партнерства. Конституція Молдови визначає шлюб як союз між чоловіком та жінкою.

## Підсумкова таблиця

Символіка ЛГБТ

| Одностатеві сексуальні стосунки                                         | (З 1995)                         |
| Законний вік для одностатевих стосунків (16)                            | (З 2002)                         |
| Антидискримінаційні закони на роботі                                    | (З 2013)                         |
| Антидискримінаційні закони у медіа                                      | (З 2019)                         |
| Антидискримінаційні закони при наданні товарів і послуг                 | No                               |
| Антидискримінаційні закони на всій території                            | No                               |
| Антидискримінаційні закони щодо гендерної ідентичності                  | No                               |
| Визнання одностатевих шлюбів                                            | No                               |
| Одностатеві шлюби                                                       | (Конституційна заборона з 1994)  |
| Всиновлення прийомної дитини одностатевими парами                       | No                               |
| Спільне усиновлення одностатевими парами                                | No                               |
| Право змінювати стать                                                   | (потрібен діагноз від психіатра) |
| Дозвіл на службу в армії геям, лесбійкам і бісексуалам                  | Yes                              |
| Доступ до штучного запліднення лесбійкам                                | No                               |
| Сурогатне материнство для пар чоловіків-геїв                            | No                               |
| Дозвіл на донорство крові чоловіків, які практикують секс із чоловіками | No                               |